# Henschel Hs 117
Henschel Hs 117 Schmetterling  (pol. „motyl”) – niemiecki, sterowany radiowo przeciwlotniczy pocisk ziemia–powietrze opracowany podczas II wojny światowej przez firmę Henschel. Projekt osiągnął zaawansowany etap testów i planowano jego produkcję seryjną, nie został wdrożony do produkcji ani użyty bojowo.

## Historia rozwoju
Projekt pocisku został zaproponowany w 1941 r. przez profesora Herberta Wagnera, znanego z prac nad pociskiem Henschel Hs 293. Przygotowana przez niego konstrukcja miała zapewnić zwalczanie samolotów operujących na pułapie od 1800 do 6000 metrów. Początkowo odrzucony przez Reichsluftfahrtministerium projekt został reaktywowany w 1943 r. w odpowiedzi na nasilające się alianckie bombardowania Niemiec. W maju 1944 r. rozpoczęto próby w locie. Przeprowadzono 59 testów, z których 23 zakończyły się sukcesem. W grudniu 1944 roku zamówiono produkcję seryjną, planując rozpoczęcie dostaw w marcu 1945 r. Zakładano, że produkcja w okresie początkowym wyniesie 150 pocisków miesięcznie, a w listopadzie 1945 r. będzie to odpowiednio 3000 miesięcznie. Na początku 1945 r. projekt został anulowany przez SS-Obergruppenführera Hansa Kammlera.

## Konstrukcja i działanie

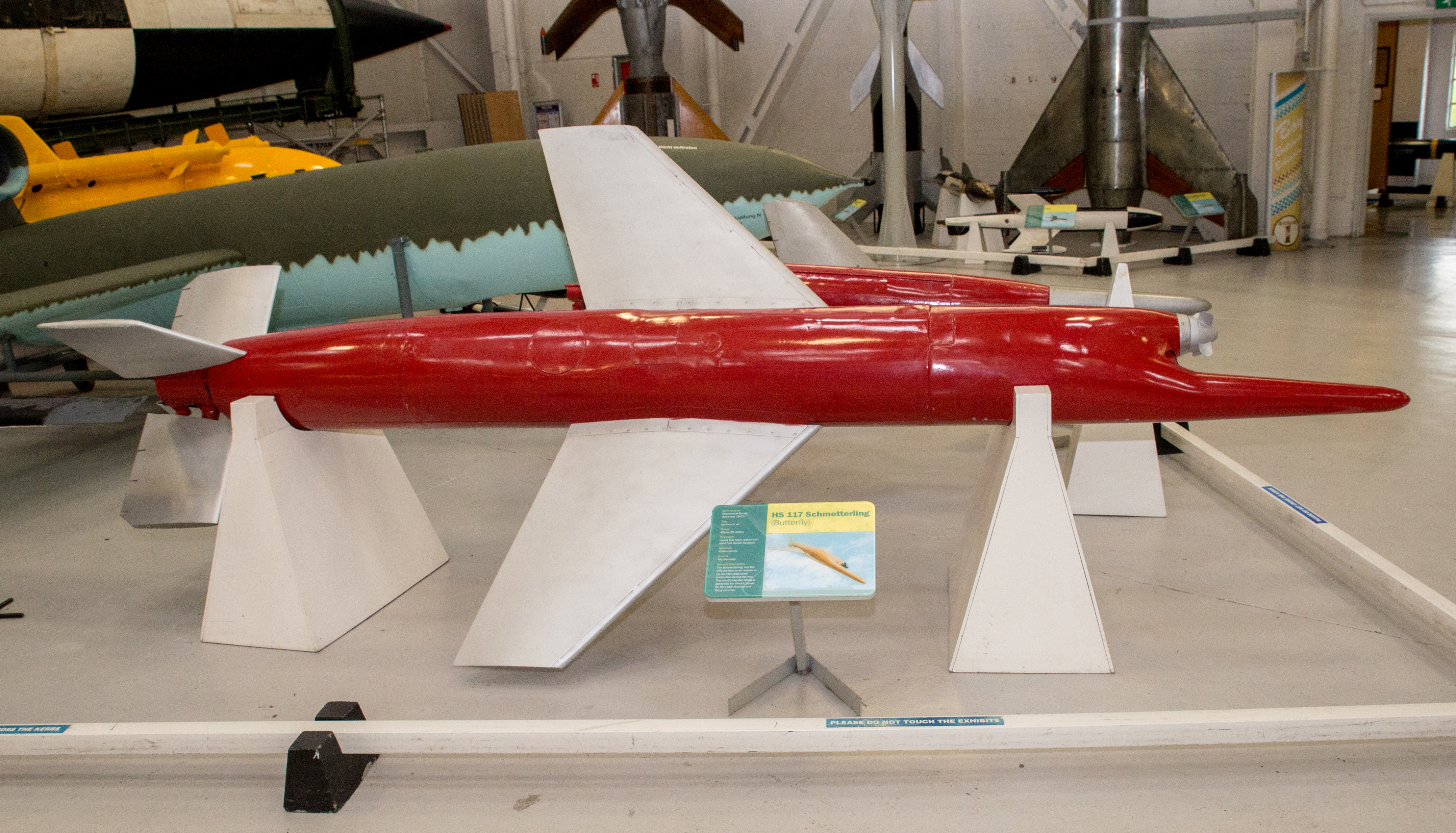
Pocisk Henschel Hs 117 w muzeum RAF w Cosford

Pocisk Hs 117 miał skośne skrzydła i krzyżowe usterzenie ogonowe. Sterowanie odbywało się za pomocą tzw. „listew Wagnera” – elektromechanicznie sterowanych powierzchni aerodynamicznych umieszczonych na krawędziach skrzydeł. Długość pocisku wykosiła ok. 4,2 metra, rozpiętość skrzydeł 2 metry a masa startowa od 420 do 450 kg. Średnica kadłuba wynosiła 350 mm. Przenosił głowicę bojową o masie 25 kg. Napęd główny stanowił silnik rakietowy BMW 109-558 na paliwo ciekłe, wspomagany dwoma rakietami startowymi Schmidding 109-553 na paliwo stałe, które zapewniały łączny ciąg 17,1 kN przez 4 sekundy. Pocisk był sterowany manualnie przez operatora za pomocą systemu Kehl-Strassburg (FuG 203/230), składającego się z joysticka i celownika teleskopowego. Do naprowadzania wykorzystywano pięć częstotliwości radiowych – dwie do sterowania pionowego, dwie do poziomego, piąta częstotliwość była używana do detonacji głowicy bojowej. Do sterowania pociskiem stosowano nadajnik FuG 204 „Büren” oraz odbiornik FuG 238 „Detmold”. Dzięki dodatkowym silnikom pocisk osiągał podczas startu prędkość 1100 km/h. Prędkość marszowa wynosiła 900 km/h, jego zasięg od miejsca odpalenia wynosił ok. 32 km. Pocisk był odpalany z naziemnej, obrotowej wyrzutni.

## Warianty
Istniała wersja powietrze-powietrze oznaczona jako Hs 117H, przeznaczona do odpalania z samolotów takich jak Dornier Do 217, Junkers Ju 188 czy Junkers Ju 388. Wersja ta miała na celu zwalczanie wrogich bombowców na wysokościach do 5 km powyżej samolotu-nosiciela.